# LM Entertainment
LM娛樂（韓語：(주)엘엠엔터테인먼트，簡稱：LM） 是韓國的經紀公司。成立在2018年，是MMO Entertainment承諾為了尹智聖、姜丹尼爾另外獨立於原公司設立的經紀公司，因此LM娛樂並非是MMO娛樂的子公司。 
 

## 歷史沿革
2018年1月30日，(주)길엠앤이（英語：Gil-M-N-E）由길인규（吉仁圭，音譯）登記成立於首爾特別市麻浦區世界盃北路4街77，349號（東橋洞，ANT building），是一間音樂製作的公司。
2018年12月31日，正式更名為LM娛樂（韓語：주식회사 엘엠엔터테인먼트），公司登記地址遷至首爾特別市江南區論峴路 152街 34, 5F (新沙洞)。
公司理監事等相關負責人除設立時的代表吉仁圭外，還有原B2M娛樂的經理조윤화、양종선(楊鐘善), 노현준(盧賢俊，音譯) 감사 (監事) 조윤화等，最終原B2M娛樂代表吉鐘華(길종화)也成了LM娛樂代表，可以說LM娛樂是已結業的B2M娛樂的延伸。
2019年1月25日，將地址改回首爾特別市麻浦區世界盃北路4街77，349號。
2019年1月31日，MMO娛樂向媒體表示MMO與姜丹尼爾、尹智聖的合約到1月31日到期，二人于2月1日將轉到新公司LM娛樂。LM娛樂表示公司與姜丹尼爾、尹智聖以深厚的信任為基礎，將會全力支援二人在演藝界上的多方位發展 。
2019年3月21日，旗下藝人姜丹尼爾向地方法院提交了停止專屬合約效力臨時處分申請。
2019年3月22日，楊鐘善（韓語：양종선）卸下原MMO娛樂子公司 Lime Music Entertainment代表經理人的職務，成為LM娛樂的代表。
2019年9月27日，旗下藝人姜丹尼爾和LM娛樂達成和解，兩者合約於同日結束，雙方同意取消所有訴訟。
2019年9月30日，吉鐘華（韓語：길종화）於韓國演藝經紀人協會登記成為LM娛樂的代表。
2019年9月4日，在官網上傳了2019 Audition Tour 海報，宣布於同年9月26日至11月9日，招募練習生。
2020年4月20日，LM娛樂透過官方推特宣布遷址至首爾特別市江南區島山大路90街16，5樓 (SL Building)。

### 練習生
- LEE YE DAM	（LOUD、BOYS PLANET）

## 過去旗下藝人
- 姜丹尼爾（前Wanna One成員）